# Henrik Ingebrigtsen

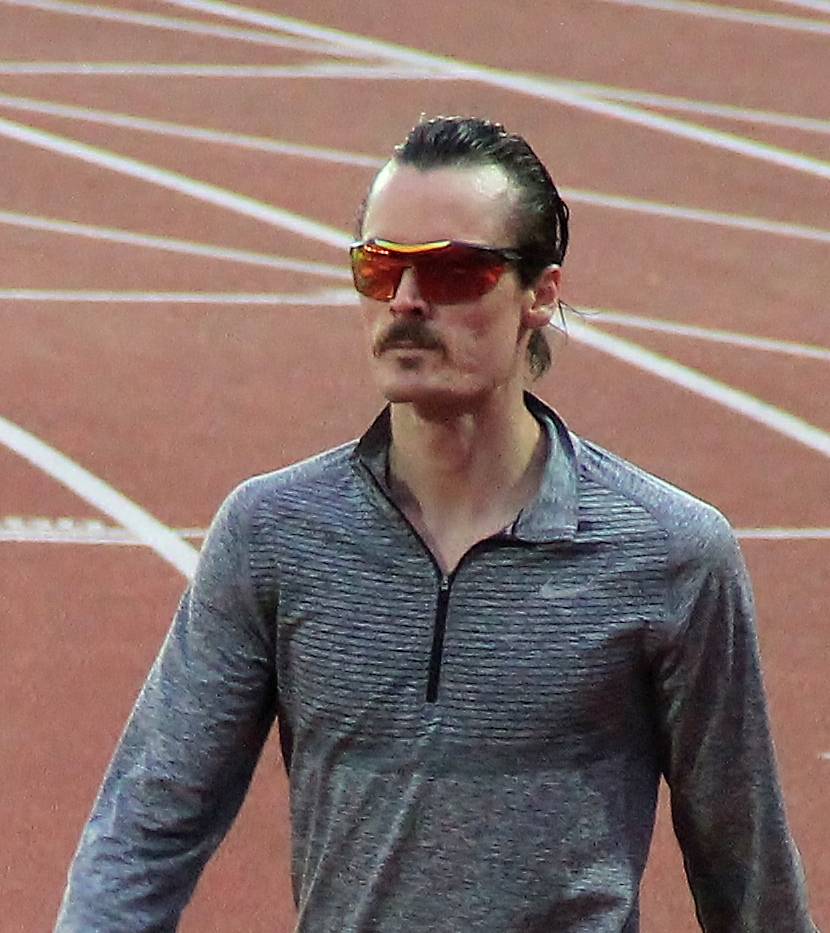
Henrik Ingebrigtsen (2016)

Henrik Ingebrigtsen (* 24. února 1991, Stavanger) je norský atlet, mistr Evropy v běhu na 1500 metrů z roku 2012.

## Kariéra
V 21 letech zvítězil v běhu na 1500 metrů na mistrovství Evropy v Helsinkách v roce 2012. Ve stejné sezóně startoval na olympiádě v Londýně, kde v běhu na 1500 metrů skončil pátý. Na dalším evropském šampionátu v Curychu v roce 2014 vybojoval ve finále na 1500 metrů stříbrnou medaili. Ve stejném roce vytvořil svůj osobní rekord na této trati časem 3:31,46. Při svém třetím startu vybojoval bronzovou medaili v běhu na 1500 metrů, v závodě zvítězil jeho mladší bratr Filip.